# مردی در تبعید ابدی
مردی در تبعید ابدی نام کتابی است که توسط نادر ابراهیمی با محوریت زندگی ملاصدرا نگاشته شده‌است.

## ساختار و محتوا
نادر ابراهیمی این کتاب را به سبک یک رمان عاشقانه نوشته‌است و در آن از زمان تولد صدرالمتالهین تا زمان درگذشتش به همراه شرح عقاید و افکارش را شرح می‌دهد. فهرست این کتاب عبارت است از:
- راه
- غرق شیرین
- چند ورق از تاریخ غم
- راه
- دریا او را طلبیده بود
- دریا، مرا طلبیده‌است، پدر!
- راه
- آزمون شنا بر خشکی بی‌مخاطره
- عاشق دریا، به جانب غرق
- راه
- همسفری برای سفر به ااعماق
- بر اوجِ اوج، در آستانهٔ غرق
- از راه به منزلگاه
- مقدمات غرق
- غرقِ تمام
- مردی در تبعید ابدی

## مقدمه
ابراهیمی در بخشی از مقدمه این کتاب چنین می‌نویسد:

## اهمیت
اهمیت این کتاب به قدری است که تا کنون چندین منبع مستقل به معرفی آن پرداخته‌اند.